# كارل غرين
كارل غرين (بالسويدية: Carl Green)‏ هو فارس ‏ سويدي، ولد في 1894 في Flen ‏ في السويد، وتوفي في 1 سبتمبر 1962 في نورشوبينغ في السويد.

## وصلات خارجية
- كارل غرين على موقع أوليمبيديا (الإنجليزية)
- كارل غرين على موقع اللجنة الأولمبية السويدية (السويدية)